# Eerste klasse 1965-66 (basketbal België)
Het seizoen 1965-1966  was de 19e editie van de hoogste basketbalcompetitie, dat een aanvang  nam op 3 september 1965 en liep tot 27 maart 1966. RC Mechelen hernieuwde haar titel, Oxaco en Brabo BC waren de nieuwkomers
Voor de aanvang van de competitie wijzigde Racing Club Brussel haar benaming in Racing White, deze naamsverandering was het gevolg van het onderbrengen van de basketafdeling als autonome sectie binnen de structuur van de voetbalploeg. Een tendens die zich eerder al vertrok bij Royal IV SC Anderlecht, Standard, FC Luik en Canter Crossing.
Canter-Crossing BC Molenbeek is het resultaat van een fusie tussen Canter Schaarbeek en Crossing Molenbeek (kampioen 3b).

## Eindklassement
| Plaats | Team                      | Wedstrijden | Winst | Verlies | Gelijkspel | Punten |
| ------ | ------------------------- | ----------- | ----- | ------- | ---------- | ------ |
| 1      | RC Mechelen               | 22          | 20    | 2       | 0          | 40     |
| 2      | VG Oostende               | 22          | 18    | 4       | 0          | 36     |
| 3      | Royal IV SCA              | 22          | 15    | 7       | 0          | 30     |
| 4      | Standard RSACL            | 22          | 14    | 8       | 0          | 28     |
| 5      | Antwerpse BC              | 22          | 13    | 8       | 1          | 27     |
| 6      | Oxaco                     | 22          | 9     | 13      | 0          | 18     |
| 7      | RC White                  | 22          | 9     | 13      | 0          | 18     |
| 8      | Bavi Vilvoorde            | 22          | 8     | 14      | 0          | 16     |
| 9      | Pitzemburg                | 22          | 7     | 14      | 1          | 15     |
| 10     | Canter Crossing Molenbeek | 22          | 6     | 14      | 2          | 14     |
| 11     | Brabo BC                  | 22          | 7     | 15      | 0          | 14     |
| 12     | FC Liege Perron           | 22          | 4     | 18      | 0          | 8      |